# Bursa subacromialis
Die Bursa subacromialis ist ein Schleimbeutel, der sich zwischen dem Schultereckgelenk und der Sehne des Musculus supraspinatus befindet. In 95 % der Fälle kommuniziert er mit der Bursa subdeltoidea.

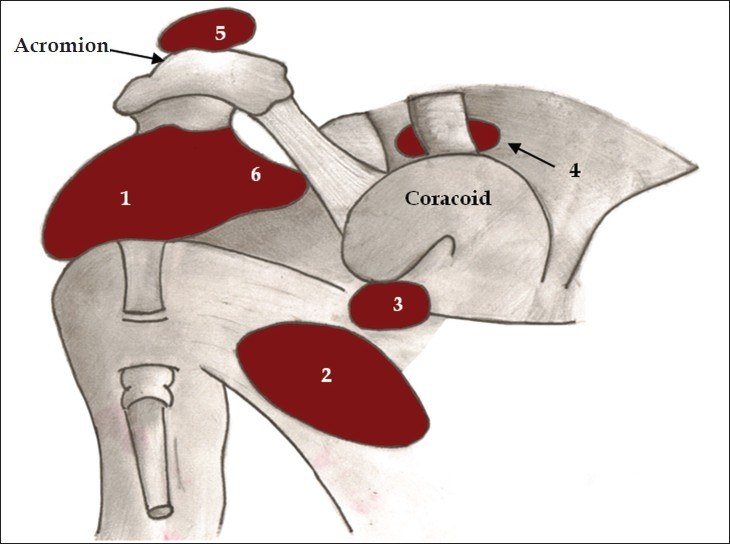
Bursa subacromialis (1) unter dem Acromion.

## Funktion

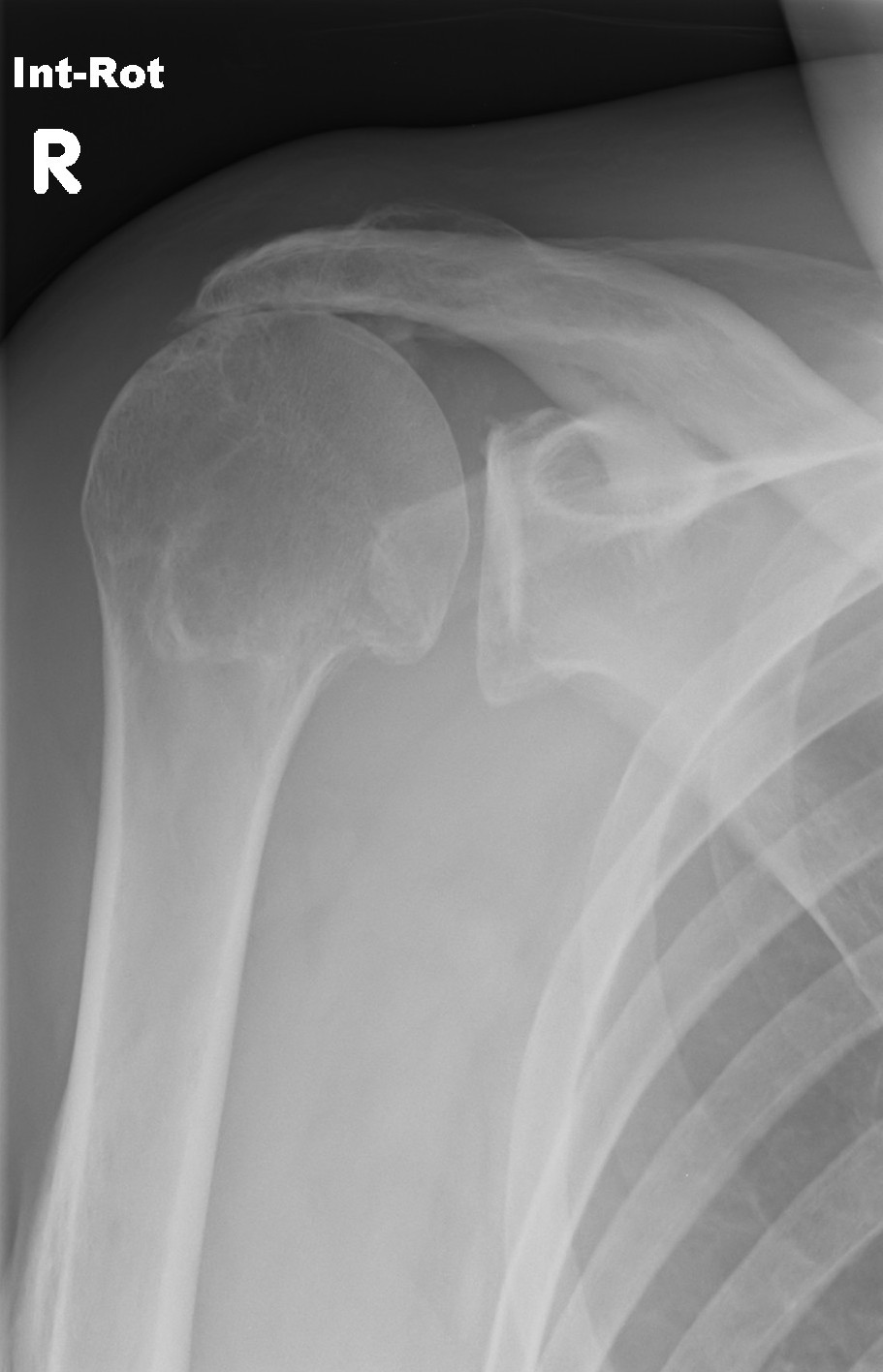
Verschmälerung des Subacromialraumes mit Schulterhochstand, hier bei Rotatorenmanschettenruptur

Die Bursa subacromialis hat die Funktion einer „Verschiebeschicht“ zwischen dem M. supraspinatus (der ein wichtiger Teil der Rotatorenmanschette ist) und der Unterseite des Schlüsselbeins und des Acromions.

## Erkrankungen
Im Zuge von degenerativen Veränderungen der Supraspinatussehne kommt es regelhaft zu entzündlichen Veränderungen der Bursa subacromialis im Sinne einer (aseptischen) Bursitis subacromialis. Dabei verklebt die Gleitschicht und kommt ihrer Funktion nicht mehr nach. In der Folge verschmälert sich diese Gleitschicht, gleichzeitig wird der M. supraspinatus dünner. Es resultiert ein „Schulterhochstand“, also eine Verschmälerung des Subacromialraums. Im weiteren Verlauf reißt der M. supraspinatus (Rotatorenmanschettenruptur) und kann dann seiner Funktion der Abduktion im Schultergelenk nicht mehr nachkommen. Für den Betroffenen äußert sich dieser Zustand im Sinne von chronischen Schmerzen bis hin zum Bild der „Frozen Shoulder“, also einer schmerzhaften Bewegungsunfähigkeit des gesamten Schultergelenks.